# 超級遊戲獎門人
《超級遊戲獎門人》（英語：Super Trio Game Master）是香港無綫電視於2010年錄影的遊戲節目，為獎門人系列第九輯。由「獎門人」曾志偉率領「獎老」錢嘉樂、金剛、江欣燕、王志安@EO2主持。
另外由於錢嘉樂自第一輯留守至今，被外界讚譽是最重情義的主持人，一眾新獎老亦紛紛尊稱其為「大師兄」。

## 遊戲資料
- 播出日期：2010年4月25日－2010年11月21日（逢星期日晚上21:00-22:00）
- 集數：28
- 主持：曾志偉、錢嘉樂、江欣燕、金剛、王志安@EO2
- 演出助手：江梓瑋、曾愛媚
- 監製：陳志球
- 翡翠台於2017年9月23日至9月30日，重播此輯節目，但只重播了其中2集，包括第1和27集。

## 曾出現遊戲環節
- 超級遊戲Short Short地
  - 玩法：一名隊員將指定食物（如餅乾條、烏冬）輪流以口傳給其他隊員，計算最後隊員口中剩餘的指定食物之長度，長度最短的隊伍則為勝出。
- 超級遊戲爆波波
  - 玩法：一名隊員抬起另一名隊員的雙腳，被抬雙腳的隊員則以手支撐身體，並前進將前面的所有氣球（初期為3個，後改為4個）以身體壓破，完成時間最短的隊伍則為勝出。
- 超級遊戲坐波波
  - 玩法：一名隊員來回將兩邊隊員／助手／主持雙腳上的氣球坐破，初期以坐破氣球的數量最多的隊伍為勝出，後改為將指定數量氣球（男士7個，女士5個）坐破，完成時間最短的隊伍則為勝出。
- 超級遊戲碌柚葉
  - 玩法：兩名隊員將另一隊一名被綁起手腳的隊員，從起點經過障礙物推向終點壓破氣球，完成時間最短的隊伍則為勝出。
- 超級遊戲我最勁
  - 玩法：兩隊各派出一名隊員，雙方猜「口不對心枚」。遊戲開始時雙方必須要喊「口不對心我最勁」，然後參賽者輪流說出1至5其中一個數字（之前要喊「我勁啲」），並同時舉出1至5隻手指，若所說的數字與其舉出的手指數量一樣，或所說數字不在範圍，則算落敗，另一方則得1分，且落敗的隊員需接受吃藏有隱形芥末的壽司的懲罰，最後總分最高的隊伍則為勝出。
- 超級遊戲IQ王
  - 玩法：所有參賽者回答獎門人所問的題目，答案正確則得1分，答案或解釋錯誤的話，該參賽者前的大氣球便會爆破，最後總分最高的隊伍則為勝出。
- 超級遊戲齊齊跑
  - 玩法：一名隊員於速度極快的跑步機上向前跑，並完成指定動作（吃蛋撻、喝奶茶、於麵粉堆中吹出3個乒乓球／唱出整首生日歌並吹熄蛋糕上所有蠟燭），完成時間最短的隊伍則為勝出。
- 超級遊戲順口噏
  - 玩法：由獎門人提供上聯，兩隊輪流派出隊員說出與上聯尾字押韻的下聯，若說出與上聯尾字不押韻的下聯、接不上或重複其他人的下聯，該參賽者則須出局，最後未出局的隊員最多的隊伍則為勝出
- 超級遊戲搭錯線
  - 玩法：兩名隊員戴上隔音耳機，輪流於問題板及答案板抽選一句句子並讀出，若兩人說出的問題和答案與標準答案相符，則可得1分，最後總分最高的隊伍則為勝出。
- 超級遊戲食烏冬
  - 玩法：兩隊於限時內輪流吃烏冬，最後所吃碗數的總數最多的隊伍則為勝出。
- 超級遊戲食熱狗
  - 玩法：兩隊於限時內輪流吃熱狗，最後所吃數量的總數最多的隊伍則為勝出。
- 超級遊戲蒙啜啜
  - 玩法：所有隊員戴上眼罩，限時內將紫菜輪流以口傳給其他隊員至最後一名隊員，最後所傳的紫菜總數最多的隊伍則為勝出。
- 超級遊戲估歌仔（《超級無敵獎門人》遊戲）（第10集、第17集、第24集）
  - 玩法：兩隊鬥快猜出由外國人所唱出的粵語／國語歌曲的歌名，猜出正確歌名的隊伍則加1分，最後總分最高的隊伍則為勝出。
- 超級遊戲大電視（《超級無敵獎門人》遊戲，玩法有作少許調整）
  - 玩法：一名隊員於速度極快的跑步機上一直跑步，其他隊員於限時內分別負責給提示及根據提示猜出謎底，若負責跑步的隊員於限時內倒下，遊戲則結束，最後猜出題數最多的隊伍則為勝出。／所有隊員分別輪流負責給提示及根據提示猜出20個謎底，完成時間最短的隊伍則為勝出。
- 超級遊戲搵啖食（《天下無敵獎門人》遊戲）
  - 玩法：一名隊員將以搖搖板所拋出的食物以口接住，成功則加1分，最後總分最高的隊伍則為勝出。
- 超級遊戲爭櫈仔（《天下無敵獎門人》遊戲）
  - 玩法：所有參賽者於音樂播放期間圍繞椅子（其數量比參賽人數少）走，當音樂停止播放的時候，參賽者需鬥快坐上椅子，若未能搶到椅子，則須回答問題，回答正確則可淘汰一位參賽者，回答錯誤則需淘汰，最後未被淘汰的隊員所代表的隊伍則為勝出。
- 超級遊戲Boom Cha Cha（《天下無敵獎門人》遊戲）
  - 玩法：兩隊參賽者即時模仿主持所表演的舞蹈，由現場觀眾投票出表演與原版最相似的隊伍，獲得票數最高的隊伍則為勝出。
- 超級遊戲啜乒乓（《驚天動地獎門人》遊戲，同驚天動地運啜搶）
  - 玩法：兩隊各派出一名隊員，以口搶在空中飄浮的乒乓球，搶到乒乓球的隊員所代表的隊伍則加1分，最後總分最高的隊伍則為勝出。
- 超級遊戲開口中（《吾係獎門人》遊戲，懲罰方法有作少許調整）
  - 玩法：兩隊輪流派出隊員於1至100中說出一個數字，數字範圍會因應參賽者所說的數字以一直縮窄，直至一名參賽者叫中謎底的數字，該隊員所代表的隊伍則為落敗，並須接受懲罰，而另一隊則加1分，最後總分最高的隊伍則為勝出。
  - 懲罰：由主持／勝出隊伍向叫中謎底數字的參賽者潑飲品，被潑的參賽者需說出所潑的飲品名稱，重複直至其能正確說出3種飲品名稱才會停止懲罰。／猜數字的時候，若參賽者沒有說中謎底數字，則可加一種飲料到杯中，直至一名參賽者說中謎底數字便需將該杯由各種飲料混合而成的飲品喝掉。
- 超級遊戲私人醒（《繼續無敵獎門人》遊戲）
  - 玩法：兩隊參賽者需輪流說出與題目有關的事物，若說不出、重複或離題則算落敗，另一隊則加1分，最後總分最高的隊伍則為勝出。
- 超級遊戲打保齡
  - 玩法：勝出隊伍的隊員輪流將含在口中的肉丸向保齡球瓶吐出，以擊倒保齡球瓶，以保齡球的記分方式計算分數，總分達到指定分數則可獲得終極大獎。（初期為55分，後期縮至45分）

## 收視
以下為本節目於香港無綫電視翡翠台及高清翡翠台之收視紀錄：
| 集數 | 日期           | 平均收視 | 最高收視 |
| ---- | -------------- | -------- | -------- |
| 1    | 2010年4月25日  | 36點     | 39點     |
| 2    | 2010年5月2日   | 34點     |          |
| 3    | 2010年5月9日   | 29點     |          |
| 4    | 2010年5月16日  | 31點     |          |
| 5    | 2010年5月23日  | 33點     |          |
| 6    | 2010年5月30日  | 28點     |          |
| 7    | 2010年6月6日   | 36點     | 38點     |
| 8    | 2010年6月13日  | 27點     |          |
| 9    | 2010年6月20日  | 28點     |          |
| 10   | 2010年6月27日  | 34點     |          |
| 11   | 2010年7月4日   | 32點     |          |
| 12   | 2010年7月11日  | 26點     |          |
| 13   | 2010年7月18日  | 31點     |          |
| 14   | 2010年7月25日  | 28點     |          |
| 15   | 2010年8月8日   | 31點     |          |
| 16   | 2010年8月15日  | 24點     |          |
| 17   | 2010年8月22日  | 27點     |          |
| 18   | 2010年8月29日  | 28點     |          |
| 19   | 2010年9月5日   | 28點     |          |
| 20   | 2010年9月19日  | 31點     |          |
| 21   | 2010年9月26日  | 36點     |          |
| 22   | 2010年10月10日 | 29點     |          |
| 23   | 2010年10月17日 | 34點     |          |
| 24   | 2010年10月24日 | 30點     | 31點     |
| 25   | 2010年10月31日 | 29點     |          |
| 26   | 2010年11月7日  | 31點     |          |
| 27   | 2010年11月14日 | 31點     |          |
| 28   | 2010年11月21日 | 34點     |          |

## 歌曲
- 主題曲：超級遊戲獎門人
  - 作曲：鄧智偉
  - 填詞：陳詩慧
  - 主唱：曾志偉、錢嘉樂、江欣燕、金剛、王志安@EO2
  - 提供：TVB Music Limited

## 記事
- 2010年8月1日：由於播映《2010香港小姐競選決賽》，本節目暫停播映。
- 2010年9月12日：由於播映《超級巨聲2》終極決戰，本節目暫停播映。
- 2010年10月3日：由於播映劇集《公主嫁到》(大結局)，本節目暫停播映。
- 2010年11月21日：播映最後一集名為《超級遊戲獎門人玩餐飽》，主要重温過去共27集之精華片段。

## 外部連結
- 超級遊戲獎門人 （页面存档备份，存于）
- myTVSuper - 超級遊戲獎門人 （页面存档备份，存于）

## 電視節目的變遷
| 無綫電視 翡翠台、高清翡翠台 2010年4月25日至11月21日（星期日） 21:00-22:00節目 | 無綫電視 翡翠台、高清翡翠台 2010年4月25日至11月21日（星期日） 21:00-22:00節目 | 無綫電視 翡翠台、高清翡翠台 2010年4月25日至11月21日（星期日） 21:00-22:00節目 |
| ----------------------------------------------------------------------------- | ----------------------------------------------------------------------------- | ----------------------------------------------------------------------------- |
|                                                                               | 超級遊戲獎門人                                                                |                                                                               |
| 鐵馬尋橋（大結局）(20:30-22:30)                                               | 巾幗梟雄之義海豪情（大結局） (21:30-23:30)                                    |                                                                               |